# آلة تحضير القهوة

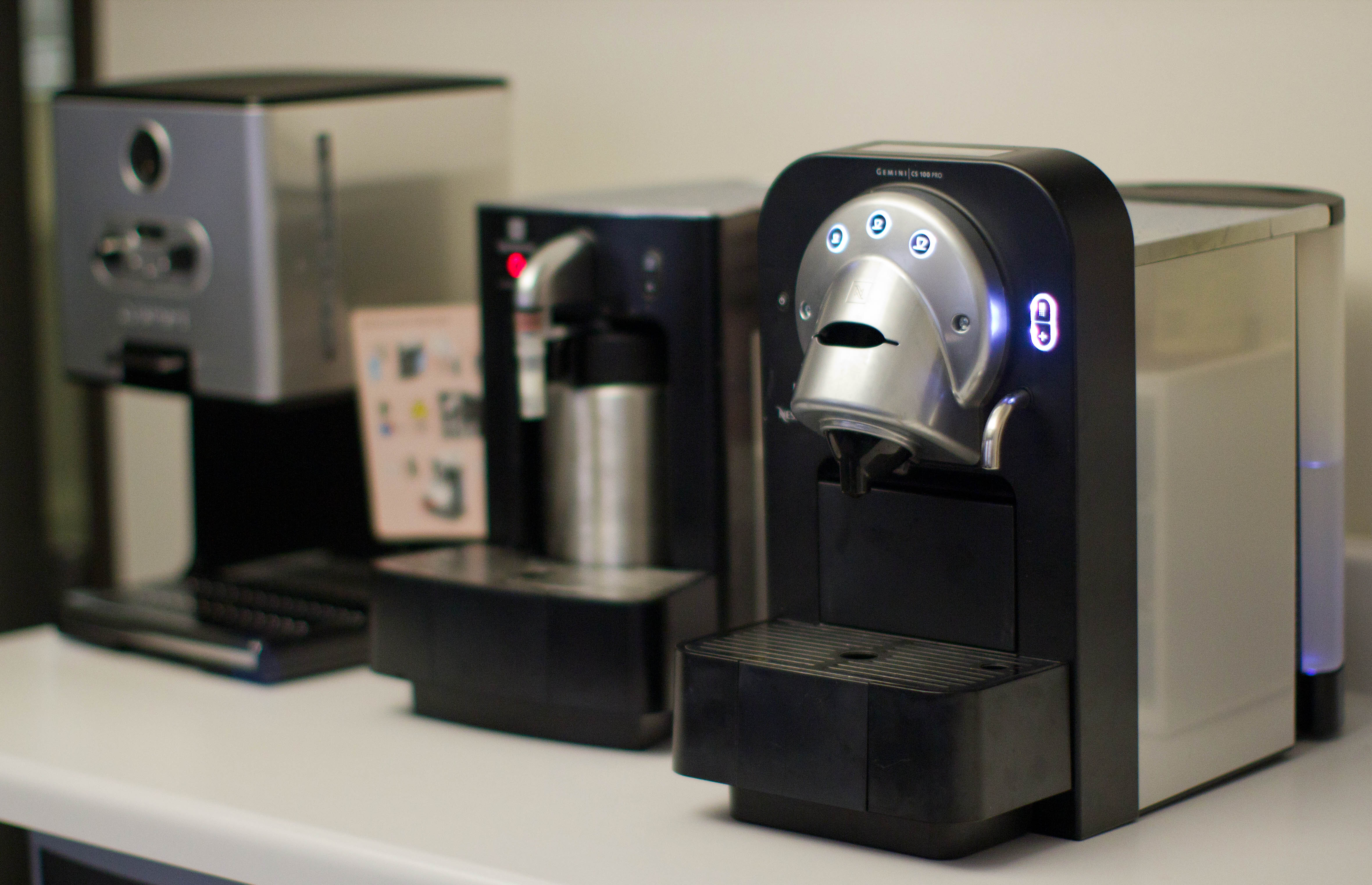
ماكينات تحضير قهوة.

الرَكْوة أو ركوة القهوة أو آلة تحضير القهوة أو ماكينة القهوة هي جهاز طبخ يستخدم لتحضير القهوة. في حين أن هناك العديد من الأنواع المختلفة لآلات صنع القهوة التي تستخدم عدة مبادئ مختلفة للتخمير، في أكثر الأجهزة شيوعًا، توضع القهوة المطحونة في ورقة أو مرشح معدني داخل قمع، ومن ثم يوضع فوق وعاء قهوة زجاجي أو خزفي، وعاء طهي في عائلة غلاية. يُسكب الماء البارد في حجرة منفصلة ، ثم تُغلى وتوجه إلى القمع. وهذا ما يسمى أيضًا بالتخمير التلقائي بالتنقيط

## تحضير القهوة على مر العصور
منذ مئات السنين، كان تحضير فنجان القهوة أمرًا سهلاً. تُوضع حبات القهوة المحمصة المطحونة في إبريق أو غلاية، يُضاف إليها الماء الساخن ثم يغطى الإبريق للبدء في عملية السكب. خلال القرن التاسع عشر وبدايات القرن العشرين، كان من الشائع إضافة القهوة المطحونة إلى الماء الساخن في إبريق أو غلاية، وغليهما حتى تفوح رائحة زكية ثم يصب الشراب في الفنجان.

أول طريقة حديثة لتحضير القهوة تسمى «التحضير بالتنقيط» وظهرت قبل أكثر من 125 عامًا مع تغيرات طفيفة في شكلها. كانت الغلاية بيجين التي صنعت في فرنسا في عام 1800، تتكون من وعائين حيث يوضع البن المطحون في الوعاء العلوي ويسكب الماء عليه، لينزل من خلال ثقوب في الجزء السفلي في الوعاء السفلي. في الوقت نفسه تقريبًا، طور مخترع فرنسي آخر "غلاية القهوة بالضخ"، حيث يتم غلي الماء في الوعاء السفلي وتتحرك المياه عبر أنبوبة ليتقطر الماء على القهوة المطحونة، قبل أن يعود الوعاء السفلي.

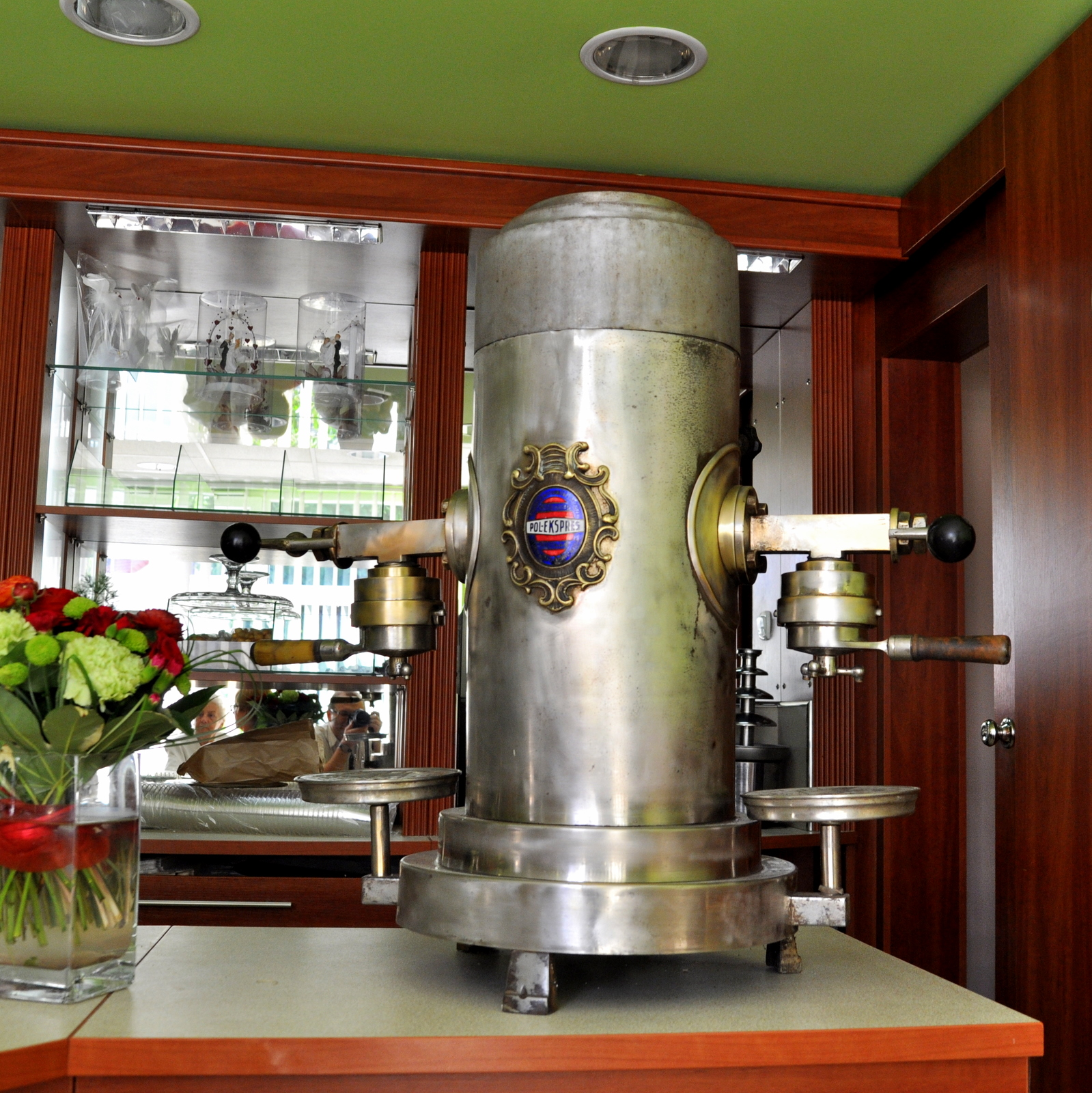
منتج الشركة البولندية بول إكسبرس (Pol-Ekspres) (ثلاثون عامًا من القرن العشرين).

### آلات تحضير القهوة بالتخلية

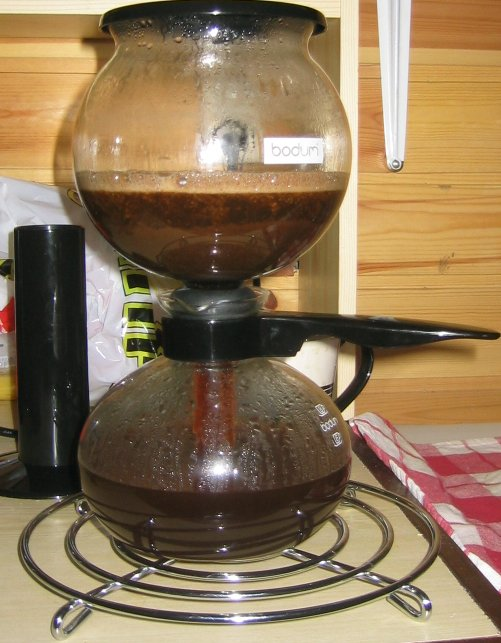
آلة لتحضير القهوة بالتخلية، وهي جهاز تحضير بالتخلية من نوع بودوم (Bodum) وفيه ترجع القهوة إلى الوراء بفضل الضغط التفاضلي.

انتشرت أجهزة أخرى لتحضير القهوة خلال القرن التاسع عشر، بما في ذلك الآلات المختلفة التي تستخدم طريقة التخلية. اُخترعت آلة نابير لتحضير القهوة باستخدام التخلية عام 1840، وهي مثال حديث لهذا النوع. وعلى الرغم من أن أجهزة تحضير القهوة بالتخلية معقدة جدًا بحيث يصعب استخدامها يوميًا، إلا أنها حظيت بتقدير بسبب إنتاجها القهوة بطريقة تحضير نظيفة، وانتشرت كثيرًا حتى منتصف القرن العشرين.
ويتمثل مبدأ طريقة تحضير القهوة بالتخلية في تسخين المياه في الوعاء السفلي حتى يجبر التوسع المحتويات على التحرك خلال أنبوبة ضيقة إلى الوعاء العلوي الذي يحتوي على القهوة المطحونة. وعندما يصبح الوعاء السفلي فارغًا وقد مضى وقت التحضير المطلوب، يتم إزالة الحرارة ويوجه الفراغ الناتج القهوة المخمرة للعودة إلى الوعاء السفلي خلال مصفاة، التي من خلالها يمكن صب القهوة. ويمكن رؤية إصدار باوهاوس من هذا الجهاز في جهاز تحضير القهوة الموجود لدى جيرهارد ماركس (Gerhard Marcks) عام 1925.
هناك تقنية مختلفة حديثة، تسمى مثعب التوازن، وهي عبارة عن وعائين وضعا جنبًا إلى جنب بترتيب الجهاز على شكل ميزان، مع الوزن المقابل المرفق أمام الوعاء (التسخين) الأولي. عندما يُجبر الماء القريب من الغليان على التحرك من وعاء التسخين لوعاء التحضير الآخر، وتم تنشيط الوزن المقابل، مما يتسبب في نزول مطفئة الشموع الزنبركية على الشعلة، ومن ثم، تنطفئ الشمعة وسمح للماء البارد بالعودة إلى الوعاء الأصلي. وبهذه الطريقة، تم التوصل إلى نوع بدائي للتحضير «الآلي» للقهوة.
في 27 أغسطس 1930، تقدم أينيز بيرس (Inez H. Pierce) من شيكاغو، إلينوي للحصول على براءة اختراع لأول آلة تحضير قهوة باستخدام التخلية، التي تقوم بتحضير القهوة باستخدام الفراغ بالفعل، مع التخلص من الحاجة إلى وجود موقد أعلى الشعلة أو وقود سائل. تم دمج فرن التسخين الكهربائي في تصميم آلة تحضير القهوة بالتخلية. تم تسخين المياه بشكل جيد، الأمر الذي قلل أوقات الانتظار وأجبر المياه الأكثر سخونة على الدخول في وعاء التفاعلات. وبمجرد اكتمال العملية، يقطع منظم الحرارة باستخدام مبادئ التوسع المعدنية الثنائية الحرارة عن الوحدة في الوقت المناسب. وكان اختراع بيرس أول آلة تحضير قهوة باستخدام الفراغ «تلقائيًا» بالفعل، وكانت مؤخرًا قد أدمجت في فاربيروار "Farberware" جهاز آلي لتوزيع قهوة.
تم تطوير تصميم بيرس مؤخرًا بواسطة مهندسي الأجهزة بالولايات المتحدة الأمريكية إيفار جيبسون (Ivar Jepson) وديفيك كوتشي (Ludvik Koci) وإيرك بيلوند (الشعاع الشمسي) في أواخر ثلاثينيات القرن الماضي. غير هؤلاء المهندسون وعاء التسخين وعزلوا الوعاء المجوف الذي كان من الصعب تنظيفه وأضافوا تحسينات عديدة لآلية التصفية. أصبح التصميم المُحسن للمعادن المطلية، تم تصميمه بواسطة مصمم صناعي ألفونسو لانيلي (Alfonso Iannelli) أشهر خط إنتاج رئيسي لإنتاج القهوة لآلات تحضير القهوة باستخدام الفراغ تلقائيًا (طراز C-20 وC-30 وC40 وC-50). كانت آلة تحضير القهوة باستخدام الفراغ تباع بأعداد كبيرة في الولايات المتحدة الأمريكية على مر السنين التالية للـحرب العالمية الثانية مباشرة.

### غلايات القهوة

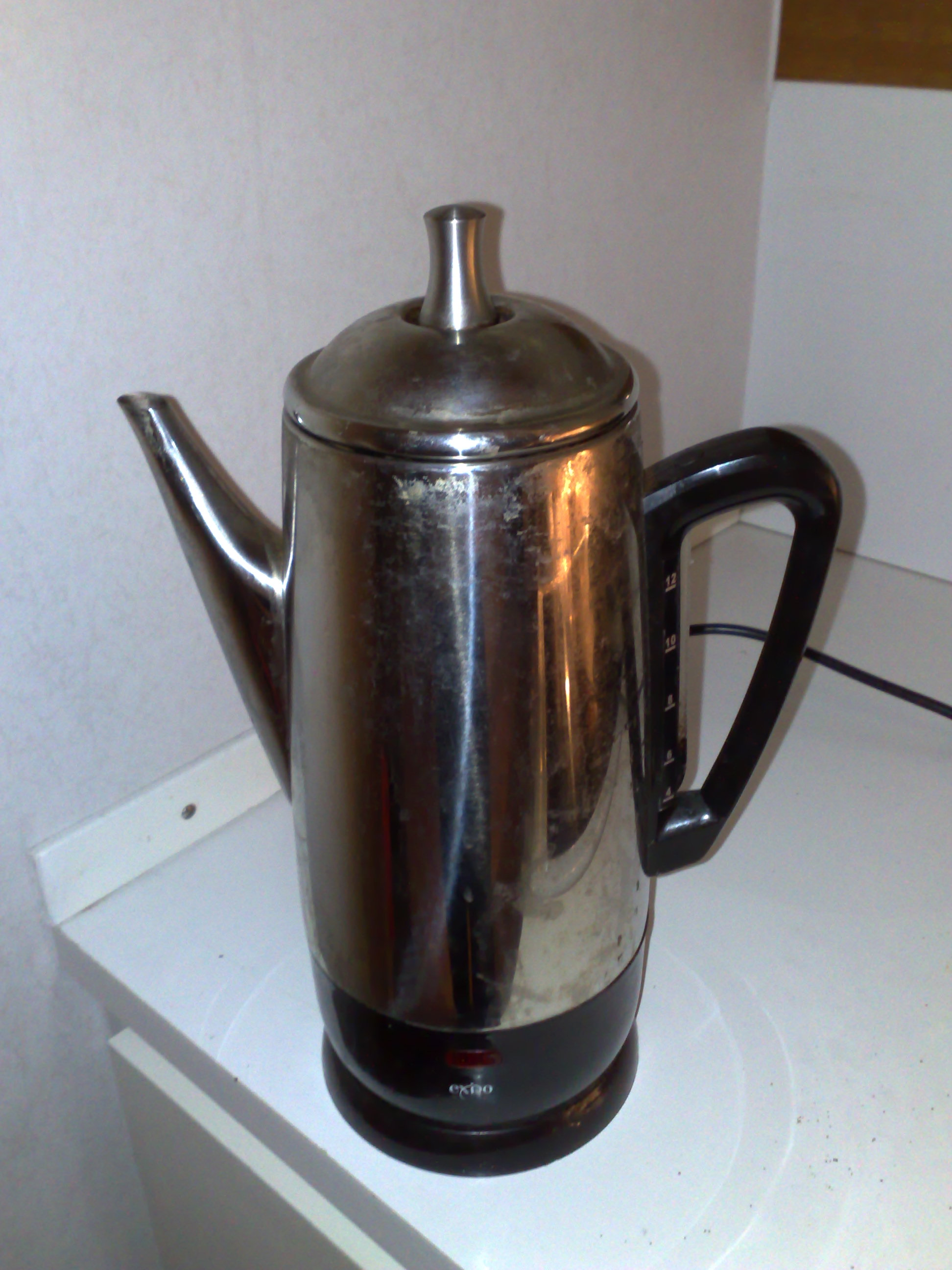
غلاية قهوة كهربائية.

بدأ تطوير الغلايات في منتصف القرن التاسع عشر. في الولايات المتحدة الأمريكية، حصل جيمس ناسون (James Nason) بماساتشوستس على براءة اختراع في تصميم أول غلاية قهوة كهربائية في 1865. وينسب الفضل إلى مزارع إلينوي المسمى بهانسون جوودريتش (Hanson Goodrich) في تسجيل براءات الاختراع الحديثة الخاصة بغلايات القهوة الكهربائية. مُنح هانسون جوودريتش (Hanson Goodrich) براءة الاختراع في 16 أغسطس 1889، ويختلف وصف اختراعه قليلاً عن الغلايات التي تباع اليوم. ومع هذا التصميم لغلاية القهوة، يتم تسخين المياه في غلاية بغطاء قابل للإزالة، حتى تتحرك المياه الساخنة خلال أنبوبة معدنية إلى دورق التحضير الذي يحتوي على القهوة. يُسكب السائل الناتج من دورق التحضير، حيث أنها تتقطر عائدة إلى الغلاية. تتكرر هذه العملية باستمرار أثناء دورة التحضير، حتى تنغمس القهوة المطحونة جيدًا من خلال مرور السائل بتكرار. وعاء الرؤية الشفاف الموجود في صورة مقبض باب شفاف يُمكّن المستخدم من معرفة ما إذا وصلت القهوة للون والتركيز المناسب أم لا.
بسطت الكهرباء المحلية تشغيل غلاية القهوة من خلال توفير عنصر تسخين مزود في الغلاية يعمل بالطاقة الكهربائية مما أدى إلى الاستغناء عن الحاجة إلى استخدام الموقد. وكان العنصر الحاسم لنجاح ماكينة تحضير القهوة الكهربية هو إنشاء صمامات كهربية سليمة وآمنة وعناصر تسخين. وفي مقال نشر في مجلة أثاث البيت "House Furnishing Review" بتاريخ مايو 1915، وصف لويس ستيفنسون "Lewis Stephenson" وفراري (Frary) وكلارك (Clark) وحدات السلامة المستخدمة في شركته العالمية للأجهزة، وتقديم العديد من براءات الاختراع والاختراعات في التحكم في درجة الحرارة وقواطع الدوائر الكهربائية المقدمة لنجاح العديد من نماذج آلات وغلايات تحضير القهوة. بينما كان هيكل الغلايات الأولى من الزجاج (فتحظى بتقدير لحفاظها على نقاهة النكهة)، وكانت معظم الغلايات في 1930 تصنع من المعدن، وخاصة الألومنيوم والنحاس المطلي بالنيكل.
تغيرت طريقة تحضير القهوة في الغلايات قليلاً منذ تقديمها في بدايات القرن العشرين. ومع ذلك في عام 1970 أنتجت شركة جنرال فودز "Max Pax"، أول منتج تجاري متوفر «حلقات لتصفية القهوة المطحون» تم تسمية مصافي "Max Pax" بذلك الاسم تكملة للعلامة التجارية "Maxwell House coffee" التابعة لشركة جنرال فودز. تم تصميم حلقات "Max Pax" لتصفية القهوة لاستخدامها في الغلايات، وتحتوي كل حلقة على كمية قهوة مطحونة تم قياسها مسبقًا التي تم إغلاقها في ورقة الترشيح ذاتها. الحلقات المغلقة تشبه الدوائر المجوفة، ويتيح الثقب الصغير الموجود في منتصف الحلقة بتصفية القهوة لوضعها في دورق الغلاية المعدن حول أنبوبة الحمل الحراري البارز (الغلاية).
وقبل إدخال حلقات تصفية القهوة المطحونة التي تم قياسها مسبقًا، تم قياس القهوة المطحونة الطازجة خارج القمع ووضعها في دورق الغلاية المعدني. هذه العملية تتيح للكميات الصغيرة من القهوة المطحونة التسرب إلى القهوة الطازجة. إضافة إلى أنه ينتج عن العملية قهوة مبللة في دورق الغلاية مما يجعل عملية التنظيف صعبة للغاية.
وهناك اثنين من المزايا لحلقات Max Pax لتصفية القهوة: الأولى، هي أن كمية القهوة الموجودة في الحلقات تم قياسها مسبقًا، وتساعد على عدم الحاجة إلى قياس كل دفعة ثم وضعها في دورق الغلاية المعدن. ثانيًا، ورقة الترشيح قوية بشكل كافٍ لاحتواء جميع القهوة المطحونة داخل الورقة المغلقة. وبعد الاستخدام، يمكن إزالة حلقات تصفية القهوة بسهولة من الدورق والتخلص منها. وقد ساعد ذلك المستهلك على التخلص من مهمة شاقة وهي تنظيف بقايا القهوة من دورق الغلاية.
ومع تقديم آلة تحضير القهوة الكهربائية للبيوت في بداية سبعينيات القرن الماضي، انخفضت شعبية الغلايات، وهذا هو حال السوق مع مصافي القهوة المطحونة. أوقفت جنرال فودز تصنيع Max Pax في عام 1976، وفي نهاية العقد ذاته، لم تعد حلقات تصفية القهوة المطحونة متوفرة في رفوف المتاجر الكبيرة بالولايات المتحدة الأمريكية.

### ماكينات تحضير القهوة الكهربية بالتنقيط
يمكن الإشارة إلى ماكينة تحضير القهوة الكهربية بالتنقيط على أنها آلة لتحضير القهوة. تعمل الماكينة بشكل طبيعي عن طريق مرور المياه من خزان المياه الباردة إلى خرطوم مرن مثبت في قاعدة الخزان حيث يتصل بشكل مباشر بأنبوبة معدنية رفيعة أو وعاء التسخين (في الغالب مُصنع من مادة الألومونيوم)، حيث يبدأ عنصر التسخين المحيط بالأنبوبة المعدنية بتسخين المياه. تتحرك المياه الساخنة عبر الماكينة عن طريق استخدام طريقة المثعب الحراري يحرك الضغط الناجم عن الحرارة وتأثير المثعب المياه الساخنة من خلال خرطوم معزول بالمطاط أو الأنابيب الصاعدة المصنوعة من الفينيل، في رأس الرذاذ وفي القهوة المطحونة، المثبتة في خزان تحضير القهوة المثبت أسفل رأس الرذاذ. تمر القهوة من خلال مصفاة حيث تتساقط القطرات في الدورق. يمنع الصمام ذو الاتجاه الواحد الخزان من شفط المياه مرة ثانية من الأنبوبة. يوقف منظم الحرارة تشغيل عنصر التسخين المتصل به عند الحاجة لمنع التسخين الزائد للمياه في الأنبوبة المعدنية (لا ينتج عن التسخين الزائد إلا ظهور البخار في خرطوم الإمداد)، ثم يعاود التشغيل مرة ثانية عندما تنخفض درجة حرارة المياه عن الدرجة المطلوبة. لتحضير 10-12 فنجان قهوة بطريقة جيدة في ماكينة تحضير القهوة بالتقطير، قم باستخدام عنصر التسخين الأقوى الذي تتحكم فيه الحرارة (من حيث القوة الكهربية المنتجة)، حيث يمكن تسخين كميات أكثر من المياه بشكل أسرع باستخدام غرف تسخين أكبر، ومن ثم الحصول على معدل أكبر لدرجات حرارة المياه في رأس الرذاذ المثبتة أعلى ماكينة تحضير القهوة. يمكن تطوير العملية بشكل أكبر عن طريق تغيير الهيكل المُصنع من الألمونيوم المستخدم في معظم غرف التسخين واستبداله بمعدن آخر ذو خواص عالية لنقل الحرارة، مثل مادة النحاس.
خلال القرن العشرين، قام العديد من المخترعين ببراءت اختراع لتصاميم مختلفة لماكينة تحضير القهوة باستخدام طريقة تحضير القهوة بالتقطير بشكل تلقائي. وقد أحدثت التصاميم الجديدة تغيرًا في عناصر التسخين ورأس الرذاذ وتصميم دورق تحضير القهوة، إضافة إلى أجهزة ضبط الوقت والعدادات الزمنية للبدء بشكل تلقائي وتنقية المياه وتصميم المصفاة والدورق، وصولاً إلى تثبيت أجهزة تقوم بطحن القهوة.

### طريقة فنجان القهوة
وهي طريقة استبدال ماكينات تحضير القهوة بالتقطير بالمياه . حيث قدم لنا بون اوه ماتيتش (Bunn-O-Matic) أيضًا نوعًا مختلفًا لآلة تحضير القهوة بالتقطير. في هذا النوع من آلات تحضير القهوة، حيث تحتوي الآلة على خزان أو غلاية يتم ملؤها بالمياه. عندما يتم تشغيل الآلة، تتدفق جميع المياه الموجودة بالخزان بالقرب من نقطة الغليان (تقريبًا 200-207 درجة فهرنهايت; 93-97 درجة مئوية) باستخدام عنصر التسخين الذي تتحكم فيه الحرارة. عندما تُصب المياه في الدورق المثبت بالأعلى، تنحدر إلى القمع والأنبوبة التي تقوم بنقل المياه الباردة إلى قاع الغلاية. تنزح المياه الساخنة الأقل كثافة خارج الخزان في أنبوبة تقوم بنقل هذه المياه إلى رأس الرذاذ، حيث تتساقط القطرات في دورق تحضير القهوة حيث تستمر عملية طحن القهوة. تتجه طريقة فنجان القهوة، وهي طريقة استبدال ماكينات تحضير القهوة بالتقطير بالمياه إلى تحضير القهوة بشكل أسرع من تصاميم التقطير القياسية. وميزتها الأساسية هي الحصول على قدر أكبر من الكهرباء لتسخين المياه في الغلاية. إضافة إلى ذلك، تعتبر طريقة استبدال المياه أكثر فعالية عند استخدامها في تحضير القهوة في السعة القصوى أو شبه القصوى للآلة، كما هو مستخدم في المطاعم والمكاتب استخدامًا نموذجيًا.

## الإبريق الفرنسي

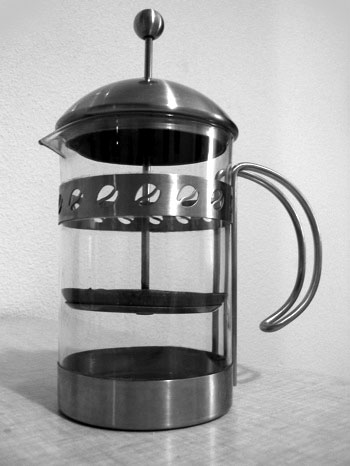
يتطلب الإبريق الفرنسي لتحضير القهوة ا

لإبريق الفرنسي قهوة مطحونة أكثر خشونة من المستخدمة في مصفاة القهوة عند تحضير القهوة بالتنقيط، حيث تتسرب القهوة المطحونة بشكل جيد من خلال مصفاة الإبريق وتتحول إلى قهوة جاهزة للشرب. تُحضر القهوة عن طريق خلط القهوة بالماء، وتقليبها وتركها لبضع دقائق لكي تتخمر، ثم الضغط على المكبس لتمرير القهوة المطحونة إلى قاع الدورق.
نتيجة للاتصال المباشر بين المياه المخمرة والقهوة المطحونة التي تم تنقيتها من المياه بواسطة شبكة سلكية بدلاً من المصفاة الورقية، تكتسب القهوة المخمرة في الإبريق الفرنسي نكهة القهوة والزيوت العطرية بمقدار كبير، حيث أنها ستعتمد على المصفاة الورقية لآلة تحضير القهوة بالتقطير التقليدية[بحاجة لمصدر]. على غرار تحضير القهوة بالتقطير، يمكن الحصول على أي درجة سمك للقهوة الفرنسية المضغوطة عن طريق ضبط كمية القهوة المطحونة المخمرة. إذا ظلت بقايا القهوة المطحونة في الدورق بعد التحضير، «يفضل» استخدام طريقة التدوير لليسار للقهوة المضغوطة الفرنسية، حيث أنها طريقة فعالة ويعتبرها كثير من مستخدمي الإبريق الفرنسي مفيدة جدًا. وفقًا للصحافة الفرنسية وبعض التقارير، 1⁄2-لتر (0.11 غالون إمب؛ 0.13 غال-أمريكي)تعتبر المحتويات فاسدة بعد مرور عشرين دقيقة. هناك وجهات نظر أخرى تعتبر عملية التحضير التي تستغرق بضع ساعات أفضل طريقة للحصول على القهوة.

### وجهات النظر المختلفة حول تصميم ماكينات تحضير القهوة

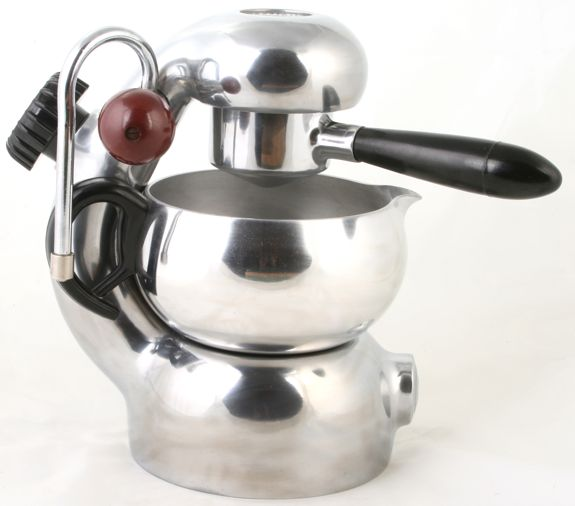
آلة تحضير القهوة من النوع الصغير

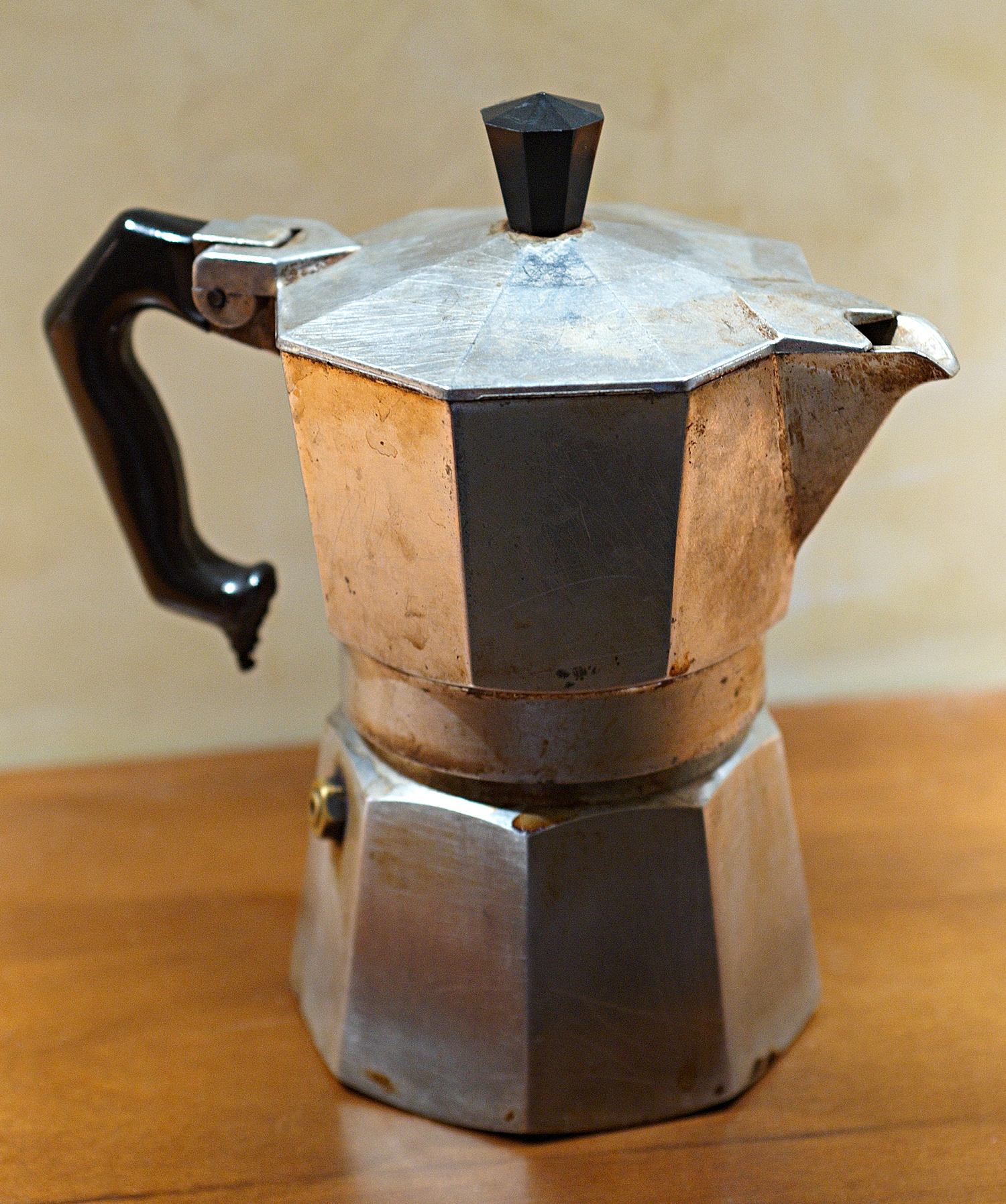
آلة تحضير قهوة الموكا لتحضير قهوة اسبرسو

في بداية القرن العشرين، اتجه بعض صناع القهوة إلى تنظيم التصميم (خاصة غلاية تحضير القهوة)، بينما قام آخرون بعرض تشكيلة متنوعة من التصاميم المختلفة الأنواع. على وجه الخصوص، أثارت آلة تحضير القهوة عن طريق التخلية، التي تتطلب وعائين منفصلين تمامًا متصلين بساعة رملية التصاميم الصناعية. كان هناك اهتمام كبير بالتصاميم الجديدة لآلة تحضير القهوة عن طريق الفراغ في حركة الحرف والفنون الأمريكية في الوقت الذي تم فيه التعرف على ماكينات تحضير القهوة من نوع «سايلكس» (Silex)، استنادًا على الأساليب التي طورها ربات بيوت ماساتشوستس (Massachusetts) آن بريدجس (Ann Bridges) والسيدة ساتون (Mrs. Sutton). ساعد استخدام أكواب بايركس الزجاجية في حل مشكلة الهشاشة وقابلية الكسر مما أدي إلى تجاهل هذا النوع من الآلات تجاريًا. خلال الثلاثينيات، جذبت الأشكال البسيطة والأنيقة المكسية بالمعدن بنسبة كبيرة، انتباه المصممين الصناعين الذين تأثروا بالقاعدة الوظيفية لحركات الباوهاوس والفن المعماري وظهرت في هذا الوقت آلة تحضير القهوة الأنيقة عن طريق أشعة الشمس، حيث صممها ألفونسو لانيلي أحد أشهر المصممين الصناعين. وقد زادت شعبية الأكواب الزجاجية وأكواب البايركس الدائرية بشكل مؤقت خلال الحرب العالمية الثانية، حيث أصبح استخدام الألومونيوم والكروم والمعادن الأخرى المستخدمة في ماكينات تحضير القهوة التقليدية محدودًا.
وأخيرًا، ظهر أثر التقدم العلمي والتكنولوجي كحافز في تصاميم ما بعد الحرب في عالم الصناعة والتسويق للقهوة وماكينات تحضير القهوة. وقد أكدت الكتيبات الإرشادية للمستهلك على قدرة الجهاز ومطابقته للمعايير القياسية لدرجة الحرارة ومدة تحضير القهوة ونسبة العناصر القابلة للذوبان في الفترة ما بين التحضير والطحن. عبر الكيميائي الصناعي بيتر سكلومبوم (Peter Schlumbohm) عن الحافز العلمي بطريقة أكثر دقة في ماكينته «الكيميائية» لتحضير القهوة، حيث استخدم العلم كوسيلة للترويج لها منذ عرضها في الأسواق لأول مرة في أوائل العشرينيات، واصفًا إياها بـ «الطريقة الكيميائية لتحضير القهوة»، حيث شرح جودة منتجه بطريقة معملية: «وقد تسببت عملية الشراء لهذا المنتج الكيميائي في ظروف هيدروستاتيكية مثالية للاستخلاص الكيميائي النادر» آلة سكلومبوم النادرة لتحضير القهوة، هي وعاء بايركس مستقل تم تصميمه للحصول على حق الملكية الفكرية كآلة مخروطية مزودة بمصفاة، حيث أنها عبارة عن قطعة من معدات المخبر، وبدهشة شديدة اكتسبت شهرة واسعة في الوقت الذي سيطرت فيه التكنولوجيا والأجهزة التلقائية بشدة على عقول ربات المنازل في فترة الخمسينيات.
في السنوات الأخيرة، تم تحديث أشكال محددة القياس بطريقة كبيرة لماكينات تحضير القهوة تتناسب مع الزيادة الكبيرة في مجال إنتاج الأدوات المنزلية لتلبية احتياجات المستهلك في فترة ما بعد الحرب. اُستبدلت المواد المعدنية بالمواد البلاستيكية والمركبة، خاصة بقدوم ماكينات تحضير القهوة الكهربائية الحديثة بالتقطير في فترة السبعينيات. أثناء فترة التسعينيات، تسببت الطلب الاستهلاكي على اقتناء المزيد من الأجهزة الأنيقة لاستكمال المطابخ الحديثة الباهظة الثمن في موجة جديدة في إعادة تصنيع ماكينات تحضير القهوة على نطاق واسع بالألوان والأنواع المختلفة.

## تصاميم غير عادية
توفرت أيضًا موديلات ماكينات تحضير القهوة بروبان التي تعمل بالغاز.

## انظر أيضًا

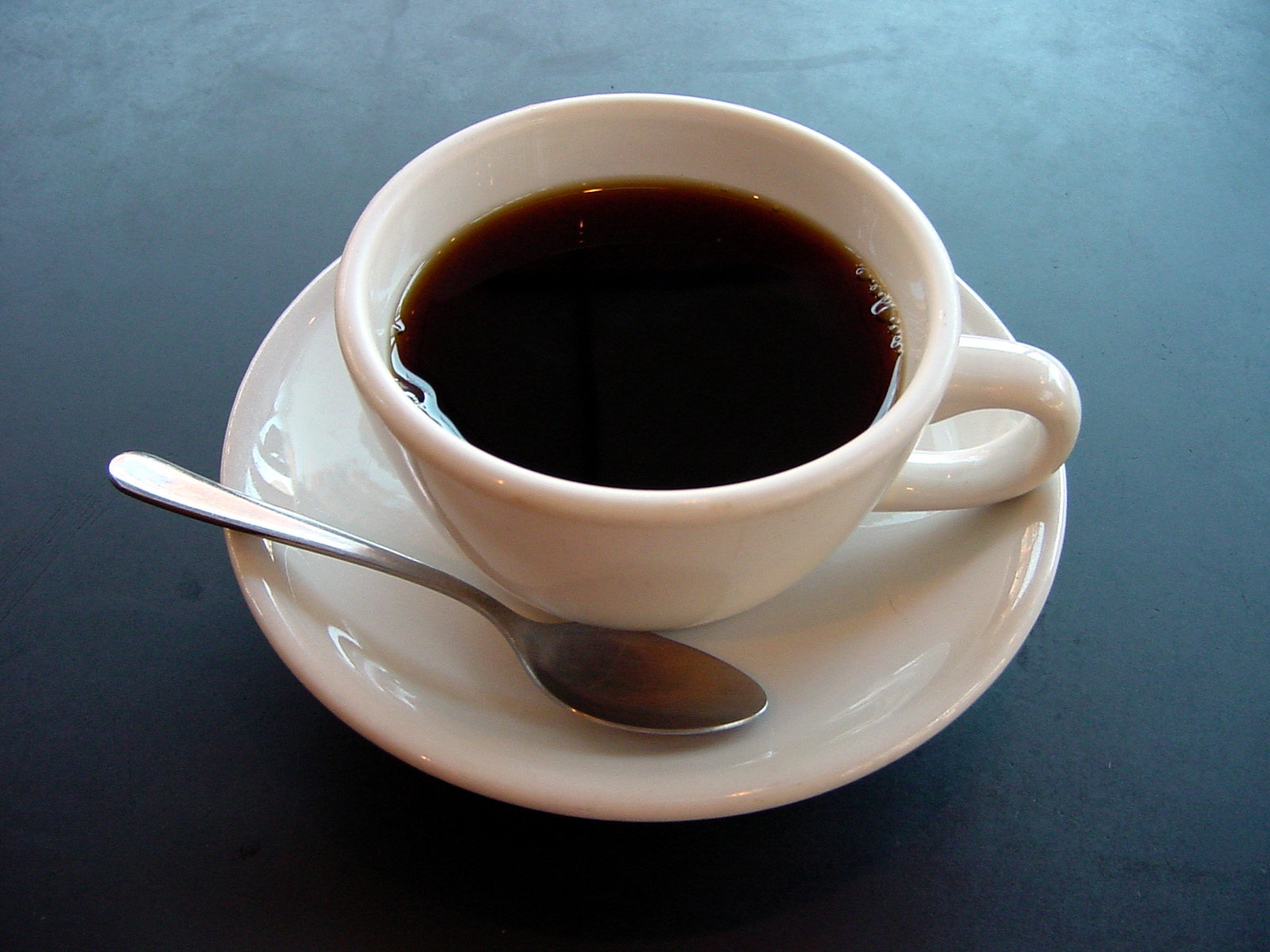
فنجان صغير من القهوة.